# Rochdale Village
Pour les articles homonymes, voir Rochdale.
Rochdale Village est un quartier et une coopérative d'habitation de la municipalité de New York, situé au cœur de l’arrondissement du Queens.
Dépendant du District communautaire de Queens 12 (en), Rochdale Village fait partie de Greater Jamaica, correspondant à l'ancienne ville de Jamaica. Il est adjacent à quatre autres quartiers du Queens : St. Albans à l'est, Locust Manor au nord, South Jamaica à l'ouest et Springfield Gardens au sud, de l'autre côté du Belt Parkway. Rochdale se trouve à environ 3,2 km de la frontière entre le Queens et le comté de Nassau, et à environ 1,6 km au nord de l'aéroport international de New York - John-F.-Kennedy.

## Histoire
Rochdale Village tire son nom de la ville anglaise de Rochdale, dans le Grand Manchester, où les pionniers de Rochdale ont développé les principes de Rochdale pour les coopératives. Le concept architectural, pour Rochdale Village, était celui d'une communauté attrayante couvrant 122 blocs et qui offrirait aux résidents un cadre semblable à un parc et les équipements de la banlieue, dans les limites de l'aire urbaine de Jamaica. Rochdale Village a été conçu comme une « ville dans la ville », lors de sa planification en 1939, afin de stimuler le tourisme dans la zone environnante, qui comprend également Springfield Gardens, Rosedale et Laurelton.